# Agnete Olsen
Agnete Ebba Olsen, född Bing 22 juli 1905 i Köpenhamn, död där 21 oktober 1990, var en dansk kvinnosakskämpe och fredsaktivist.
Agnete Olsen var dotter till överläkaren och professorn Herman Jacob Bing (1871–1966) och Ebba Henriques (1885–1974). Familjen var judisk. Hon var från 1926 gift med historikern Albert Olsen. Tillsammans fick de tre söner: politikern Erling Olsen (född 1927), historikern Olaf Olsen (född 1928) och bankdirektören Sverre Olsen (född 1930). Familjen bodde i Sverige 1943–1945 på grund av Olsens judiska bakgrund och för sina socialistiska och sovjetvänliga sympatier. Efter krigsslutet återvände de till Danmark och Olsen företog en resa genom Sovjetunionen tillsammans med sin man 1946. Hon skildrade deras upplevelser från resan i boken Fra Moskva til Ararat (1947).
Olsen var tillsammans med bland andra Ellen Hørup, Valfrid Palmgren Munch-Petersen och Inger Merete Nordentoft den drivande kraften bakom upprättandet av Danmarks Demokratiske Kvindeforbund (DDK) 1948. Det var en dansk avdelning av Kvinnornas Demokratiska Världsförbund, som bildats 1945 av kvinnor från den franska motståndsrörelsen. Olsen blev den danska avdelningens första ordförande, ett uppdrag hon innehade till 1952. Hon var även redaktör för DDK:s medlemstidning Vi Kvinder 1950–1953. Hon företog resor med olika kvinno- och fredsdelegationer till bl.a. Ungern, Nederländerna och Sovjetunionen. Hon skildrade sina upplevelser från dessa resor i boken Gensyn med Østeuropa (1953). Hon blev hedersmedlem i DDK 1987.